# Модри-Камень
Мо́дри-Ка́мень (словац. Modrý Kameň, венг. Kékkő; в переводе «синий камень») — городок в центральной Словакии около Вельки-Кртиша, один из самых маленьких городов в Словакии. Население — около 1,6 тысяч человек.

## История
Первые письменные упоминания о местечке относятся к концу XIII века (1278 или 1290 годы). Здесь располагался замок и усадьба клана Баласса, которому в 1290 году пришлось отвоевывать свой замок обратно у клана Хунт-Пазманов (Hont-Pázmány). С 1575 или 1576 по 1593 годы Модри-Камень был под турецким владычеством, в 1593 году турки взорвали замок (восстановлен в 1609—1612 годах Сигизмундом Балассой). Мужская линия рода Баласса пресеклась в 1899 году и замок перешел в собственность рода Алмаши (Almásy), которые продали владение в собственность чехословацкому государству в 1923 году (последний владелец — Габриела Алмашева (Gabriela Almášiová)).
Модри Камень получил статус города в 1969 году.

## Население
| Год:                | 1994 | 2004    | 2014     | 2024    |
| ------------------- | ---- | ------- | -------- | ------- |
| Количество человек: | 1437 | 1459    | 1615     | 1630    |
| Разница:            |      | +1,53 % | +10,69 % | +0,92 % |